# Софіївка (роз'їзд)
Софіївка — роз'їзд Шевченківської дирекції Одеської залізниці, розташована за 2 км від села Тернівка Черкаської області.
Розташована між станціями ім. Тараса Шевченка (9 км) та Сердюківка (14 км)
Роз'їзд відкрито 1931 року на збудованій 1914 року лінії Сміла — Помічна.
Зупиняються місцеві поїзди.